# Rosa giraldii
Rosa giraldii — вид рослин з родини розових (Rosaceae); ендемік південного й центрального Китаю.

## Опис
Кущ до 2 м заввишки. Гілочки прямостійні або розлогі, стрункі; колючки парні біля основи листя, рідкісні, круглі в перерізі, прямі, до 8 мм, тонкі, різко звужуються до еліптичної основи. Листки включно з ніжками 4–8 см; прилистки здебільшого прилягають до ніжки, вільні частини яйцеподібні, край залозисто пилчастий; листочків 7–9, майже округлі, обернено-яйцеподібні або еліптичні, 1–2.5 × 0.6–1.5 см; низ запушений, верх голий чи запушений; основа округла або широко клиноподібна; край простий або подвійно пилчастий, зуби залозисті чи ні; верхівка округло-тупа або гостра. Квітки поодинокі, або 2 або 3, діаметром 2–3 см. Чашолистків 5, яйцювато-ланцетні. Пелюстків 5, рожеві, широко обернено-яйцеподібні. Плоди темно-червоні, яйцюваті, ≈ 1 см у діаметрі, часто зі стійкими, прямостійними чашолистками.
Період цвітіння: травень — липень. Період плодоношення: липень — жовтень.

## Поширення
Ендемік південного й центрального Китаю: Ганьсу, Хенань, Хубей, Шеньсі, Шаньсі, Сичуань.
Населяє чагарники, схили; 700–2000 м.